# Кеней
Кеней (на гръцки: Καινεύς) в древногръцката митология е лапит, син на Елат.
Той бил неуязвим за оръжия и кентаврите го забили жив в земята с помощта на огромни стволове на дървета. Кеней е участник и в лова на Калидонския глиган.
По-късно се разпространява мит, че Кенида била тесалийска девойка, която Посейдон изнасилил и след това изпълнил желанието ѝ да я превърне в неуязвим мъж. Вече като мъж, Кенида се възгордяла от неузвимостта си и загинала в битката с кентаврите, затисната от дървета и камъни.. Има и версия според която след смъртта си се превърнал отново в жена и така бил погребан.
Кенида/Кеней имал един син – Корон, който участвал в похода на аргонавтите.